# 芬威体育集团
芬威体育集团控股有限责任公司（英語：Fenway Sports Group Holdings, LLC，簡稱FSG）是美国职业棒球大联盟球會波士顿红袜和英格蘭超級足球聯賽球會利物浦足球會的母公司。
芬威体育成立于2001年，时名为新英格兰运动事业公司（New England Sports Ventures）。约翰·W·亨利、汤姆·沃纳 、 莱斯· 奥藤 、纽约时报公司和其他投资者联手成功竞购红袜队。 新英格兰运动事业公司于2011年3月正式宣布更名为芬威体育集团。 
除了拥有红袜队和利物浦足球俱乐部外，波士顿体育集团还拥有两支球队的主场（芬威球场和安菲尔德球场），芬威体育管理公司（拥有小联盟球队塞勒姆红袜队专营权），外加80%的新英格兰体育网络（NESN）的股权和参加美国改装房车系列赛（NASCAR）的洛许芬威车队（Roush Fenway Racing）一半股权。
在福布斯杂志2014年4月的一篇文章中，高级编辑库尔特·巴登豪森称芬威体育集团是“即将到来的国际体育集团时代中最成熟、最具写作业特性的一员”。  2021年，芬威体育集团因试图与其他11家足球俱乐部共同创建欧洲超级联赛而陷入争议。在此过程中，芬威体育集团试图效仿北美体育模式的元素，创建一个由超过15个成员创立的有严格准入门槛的比赛，并且在很大程度上消除了欧洲的升降级制度。主要所有者约翰·W·亨利后来发表了道歉声明，他对俱乐部参与该合资企业负全责，该倡议随后破产。   

## 历史
新英格兰体育风险投资有限公司于2001年根据特拉华州法律成立。 该公司于同年注册在马萨诸塞州的业务。 

## 商业利益

### 波士顿红袜
波士顿红袜是一支位于马萨诸塞州波士顿的职业棒球队，是美国职棒大联盟美国联盟东区成员。球队的主场是拥有永久历史的芬威公园。“红袜”的名字是在1908年左右由当时的拥有者约翰·I·泰勒选定。
2002年，红袜队被Yawkey信托出售给芬威体育集团。 

#### 芬威球场
芬威球场是马萨诸塞州波士顿肯莫尔广场附近的棒球场。它位于泽西街4号。自1912年投入运营以来一直是波士顿红袜队棒球俱乐部的主场，也是目前使用中最古老的美国职棒大联盟体育场。它与芝加哥的瑞格利球场一起，是仍在使用的一对原始“珠宝盒”标准棒球场之一。

### 洛许芬威车队
洛许芬威车队（前身为洛许车队）是一支参加NASCAR比赛的赛车队。作为NASCAR最大的顶级赛车队之一，Roush 驾驶着Monster Energy Cup 系列的第 6 和第 17 名福特野马，之前参加过Xfinity 系列（1992-2018）、 NASCAR Gander Outdoors 卡车系列（1996-2009）和ARCA RE/MAX 系列。
新英格兰体育网络（NESN）是一个区域性有线电视网络，覆盖除康涅狄格州费尔菲尔德县和康涅狄格州南伯里以外的六个新英格兰州，康涅狄格州纽黑文县的一个小镇由纽约市体育网络覆盖。 芬威体育集团是NESN的大股东拥有80%的股份。波士顿棕熊拥有剩余的20%的股份。虽然它主要播放非国家的波士顿红袜队和波士顿棕熊队的比赛，但NESN也播出小联盟棒球、大学体育的比赛。